# Steuden
Steuden este o comună din landul Saxonia-Anhalt, Germania.